# Saint-Adrien (Quebec)
Saint-Adrien es un municipio canadiense situado en la provincia de Quebec.

## Superficie
Saint-Adrien tiene una superficie de 98,52 km².

## Demografía
En 2021, tenía 522 habitantes, una densidad poblacional de 5,3 hab./km², y 262 viviendas.